# Costa seca

Costa seca propuesta en el Golfo de Venezuela.

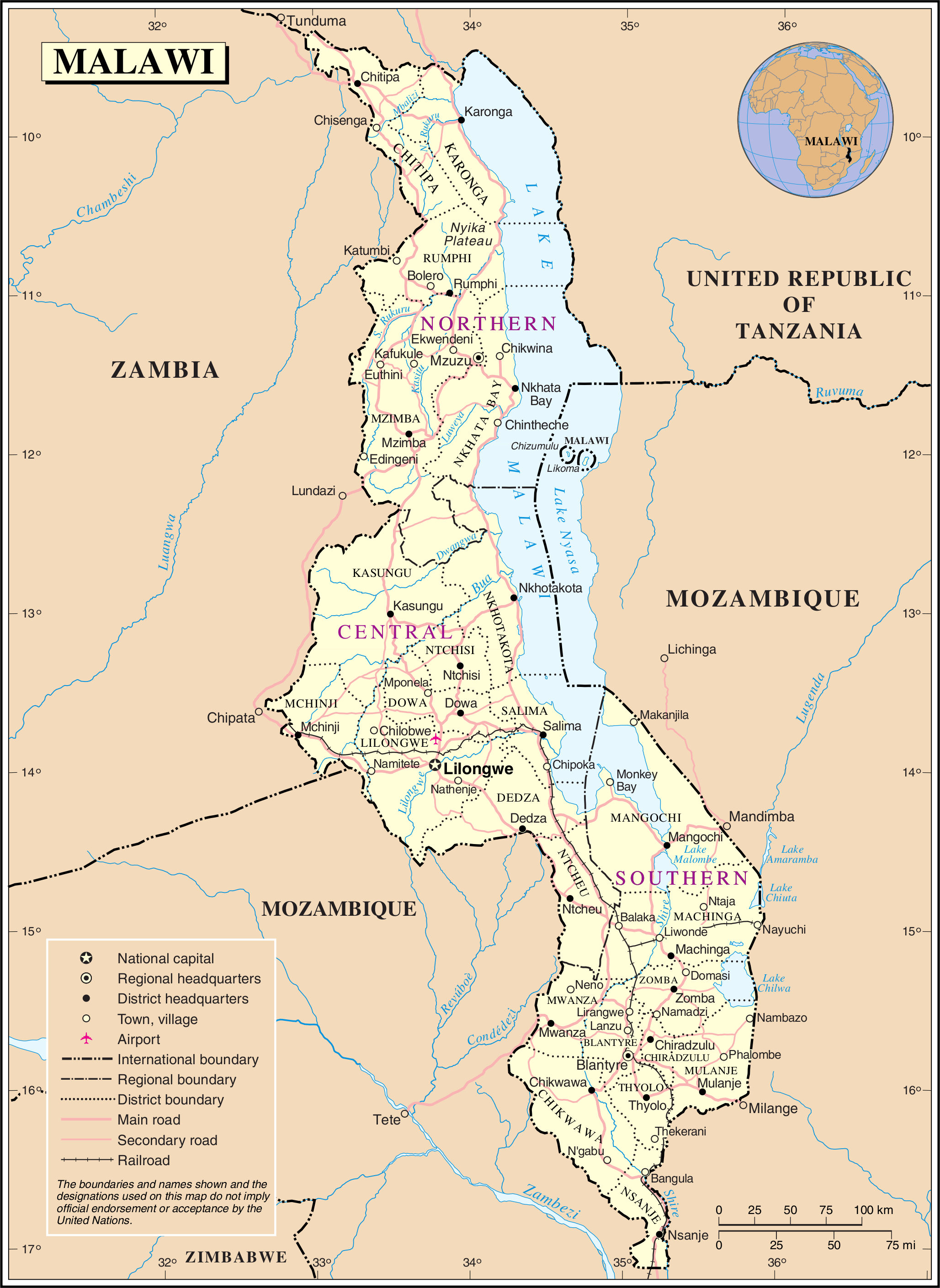
Costa seca de Tanzania sobre el lago Malaui.

La costa seca es un término de establecimiento de límites por el cual la costa en sí es la frontera, lo que genera que un estado ribereño no pueda ejercer soberanía ni explotación económica sobre las aguas adyacentes (ya sean aguas marítimas, fluviales o lacustres). En la mayoría de los casos esta política es pretendida por el estado que tiene soberanía sobre las aguas pero no por el que posee las costas.
Este tipo de frontera generaría innumerables inconvenientes, uno de ellos es que la línea costera varía constantemente, ya sea por fenómenos estacionales, deshielos, evaporación, inundaciones, mareas, etc.
A nivel mundial existen conflictos por estados que reclaman que otros países tengan costa seca, un ejemplo es el de Venezuela y Colombia, en el cual el primero pretende que el segundo tenga una costa seca sobre las aguas del golfo de Venezuela, ricas en hidrocarburos. Otro caso es Malaui, según cuya tesis Tanzania no tendría dominio alguno sobre las aguas del lago Malaui, en algunos mapas se puede observar que la frontera entre estas dos naciones pasa por la costa de dicho lago.
Un ejemplo donde este tipo de frontera fue establecida mediante un acuerdo, es la del río San Juan en Nicaragua; en este caso la orilla sur es el límite entre este país y Costa Rica, sin embargo, no es un curso de agua binacional sino que la soberanía es exclusiva de Nicaragua. Esta frontera trajo varios conflictos, principalmente por razones de navegación. El Tratado de 1881 entre Chile y Argentina expresamente determina que el territorio argentino sobre la isla Grande de Tierra del Fuego termina (hacia el sur) en la costa del canal Beagle, "hasta tocar en el canal Beagle", es decir debía ser un territorio con costa seca. Sin embargo, el Laudo Arbitral de 1977 dictaminó que era imposible de aplicar una tal frontera y estableció una línea fronteriza que permite a naves argentinas salir al Atlántico por la orilla norte del canal, permaneciendo el oeste y el sur del canal como territorio de Chile. Otro caso de costa seca, pero a nivel interno de un país, se dio en muchos conflictos generados por la colocación de un casino flotante en la ciudad de Buenos Aires, ya que las aguas del Río de la Plata no pertenecen a la jurisdicción del Gobierno de la Ciudad de Buenos Aires sino a la Nación Argentina; esto generó innumerables inconvenientes, hasta sindicales, ya que el gremio marítimo reclamó la afiliación de los trabajadores del casino; también es generador de conflictos el tema impositivo ya que el Gobierno de la Ciudad reclama que el casino aporte a la comuna.
Un caso donde se aplica la costa seca y no hay conflictos en la isla Martín García, la misma es de soberanía argentina pero se encuentra en aguas territoriales uruguayas.
Ahora, con el reciente pronunciamiento de la Corte Internacional de Justicia de La Haya, en la controversia entre Perú y Chile, luego de fijar los nuevos límites marítimos, Perú reclama para sí el área de frontera al extremo del territorio entre el llamado punto 266 y el Hito 1 fronterizo, un territorio sin mar, es decir costa seca, debido a la disposición de La Haya, mientras que Chile establece el inicio de su frontera terrestre en el Hito 1 y no reconoce la existencia del punto 266, por ende incorpora dicho territorio, no aceptando tesis de costa seca peruana.
Cabe resaltar que a la fecha no existe ningún ordenamiento técnico ni jurídico en el marco del derecho internacional que respalde la tesis de Costa seca.